# Thamnotettix adustus
Thamnotettix adustus är en insektsart som beskrevs av Melichar 1899. Thamnotettix adustus ingår i släktet Thamnotettix och familjen dvärgstritar. Inga underarter finns listade i Catalogue of Life.